# Kimiko Yo
Kimiko Yo (余 貴美子 Yo Kimiko?, nacida el 12 de mayo de 1956) es una actriz japonesa. Recibió los premios a la mejor actriz de reparto en las ceremonias del Yokohama Film Festival de 2004 y 2009. Ganó el premio a la mejor actriz de reparto en los 32° y 33° Premios de la Academia Japonesa por Okuribito y Dia dokutâ respectivamente.

## Filmografía

### Cine
- Chōchin (1987)
- A Sign Days (1989)
- Hiruko the Goblin (1991)
- Yumeji (1991)
- Evil Dead Trap 3: Broken Love Killer (1993)
- Ghost Pub (1994)
- Sharaku (1995)
- School Ghost Stories (1995)
- Moonlight Serenade (1997)
- Wait and See (1998)
- Tsuribaka Nisshi Eleven (2000)
- New Battles Without Honor and Humanity (2000)
- Jisatsu Circle (2002)
- Aiki (2002)
- Café Lumière (2003)
- Drugstore Girl (2004)
- Tokyo Tower (2005)
- Break Through! (2005)
- Otoko-tachi no Yamato (2005)
- Virgin Snow (2007)
- The Ramen Girl (2008)
- Okuribito (2008)
- Air Doll (2009)
- Dia dokutâ (2009)
- Akunin (2010)
- The Lone Scalpel (2010)
- Yōkame no Semi (2011)
- Hoshi Mamoru Inu (2011)
- Tsure ga Utsu ni Narimashite (2011)
- Dirty Hearts (2011)
- Shiawase no Pan (2012)
- Ace Attorney (2012)
- Gaiji Keisatsu (2012)
- For Love's Sake (2012)
- Anata e (2012)
- Los protectores (Shield of Straw) (2013)
- Yokomichi Yonosuke (2013)
- Kiseijū (2014)
- Shin'ya Shokudō (2015)
- Tsukuroi Tatsu Hito (2015)
- Shin Godzilla (2016)
- Gosaigyō no Onna (2016)
- Midnight Diner (2016)
- Perfect Revolution (2017)
- Ringside Story (2017)
- Kage ni Dakarete Nemure (2019)
- Tell Me the Way to the Station (2019)
- AI Amok (2020)
- Step (2020)
- Red (2020)
- Naku-Ko wa Inega (2020)

### Televisión
- Atsuhime (2008), Fusahime
- Hanbun, Aoi (2018), Kimika Okada
- Innocent Days (2018)
- Kuroido Goroshi (2018), Tsuneko Raisen
- The Naked Director (2019)